# 五邑大学
五邑大学（英語：Wuyi University），建于1985年，是中国广东省一所全日制本科综合性大学，粤港澳高校联盟和CDIO工程教育联盟成员之一。该大学位于珠江三角洲西部的广东省江门市，学校占地约1000亩，天沙河蜿蜒横贯其中，一河两区，毗邻港澳，北距广州、南距珠海各约100公里。
由于江门市本名五邑、市辖新会、台山、鹤山、开平、恩平五市（区），故取名五邑大学。
五邑大学名列2021年自然指数排名（Nature Index）世界年轻大学第79名及国际专利申请排行榜全球教育机构第26名，并入选广东省高水平理工科大学建设高校、省市共建本科高校及地方"双一流"一流大学建设高校名单。
2019年6月11日，五邑大学与江海区政府在江海区外海中学签署合作办学协议。即日起，五邑大学第一附属中学、五邑大学第一附属小学在江海区外海中学和朗晴小学分别挂牌成立。

## 教研机构
五邑大学共有17个学院、46个系，是擁有工学、理学、管理学、经济学、法学、文学、哲学、艺术学等学科的多科性大学。

### 图书馆
五邑大学图书馆是江门五邑地区最大的图书文献和信息情报中心。它始建于1985年，总建筑面积为24438平方米。
截止到2015年12月30日，图书馆馆藏纸质文献158.61万册，其中中文纸质图书141.86万册，外文纸质图书5.03万册，中外文过刊7.22万册；图书馆还订阅了中外文期刊、报纸共1475种。图书馆电子资源丰富，馆藏电子图书132.5万册，订阅了28种中外文数据库（中国知网、国研网，北大法宝、EBSCO、SPRINGER等），拥有自建数据库3个（英语语音学习数据库、华人华侨数据库、随书光盘数据库）；五邑华侨文献资源库为此馆的特色馆藏，正在不断地积累和建设中。

### 师资力量
现有教职工284余人，博士学位专任教师占比88.6%，其中博士研究生导师9人，硕士研究生导师40余人，教授17人，拥有3名中科院院士，2名外籍院士，3名长江学者，4名“国家杰青”，1名“海外杰青”，4名“国家优青”，1名中科院百人计划特聘教授，1名国家“万人计划”入选者，12名省级高层次人才和海外各类优秀人才60人。

## 组织架构

### 校领导
| - 历任校长 - 叶家康（1985.5至1998.6） - 林健（1998.6至2007.5） - 胡社军（2007.5至2010.1） - 张焜（2010.2至2014.4） - 张运华（2014.4至今） | - 历任校党委书记 - 叶家康（1986.5至1998.6） - 胡百龙（1998.6至2003.5） - 王曙星（2003.5至2004.8） - 王克（2004.8至2014.4） - 张焜（2014.4至2023.6） - 栾天罡（2023.6至） |

## 声望与排名

### 自然指数排名（Nature Index）
| Year | Rank | Valuer                                     |
| ---- | ---- | ------------------------------------------ |
| 2021 | 79   | 自然指数排名世界年轻大学                   |
| 2022 | 147  | 自然指数排名世界年轻大学 - 大专学府 - 中国 |
| 2023 | 498  | 自然指数排名世界年轻大学 - 大专学府 - 全球 |
| 2023 | 130  | 自然指数排名世界年轻大学 - 大专学府 - 中国 |
| 2024 | 487  | 自然指数排名世界年轻大学 - 大专学府 - 全球 |
| 2024 | 141  | 自然指数排名世界年轻大学 - 大专学府 - 中国 |

### 校友会中国大学排名
| 年份 | 排名 | 排行榜                       |
| ---- | ---- | ---------------------------- |
| 2020 | 20   | 校友会中国应用型大学排名     |
| 2020 | 174  | 校友会中国地方双一流大学排名 |
| 2020 | 259  | 校友会中国大学排名           |
| 2021 | 309  | 校友会中国大学排名           |
| 2022 | 334  | 校友会中国大学排名           |
| 2023 | 335  | 校友会中国大学排名           |
| 2024 | 351  | 校友会中国大学排名           |

### 世界大学学术排名（软科）
| 年份 | 排名 | 排行榜           |
| ---- | ---- | ---------------- |
| 2022 | 339  | 软科中国大学排名 |
| 2023 | 343  | 软科中国大学排名 |
| 2024 | 336  | 软科中国大学排名 |

## 图集
- 江门市五邑大学校园北区教学楼附近一景
- 江门市五邑大学校园南区食堂附近一景
- 陈列于五邑大学运动场旁的CRH6样车

## 争议
2018年9月7日，豆瓣出现一篇以机电工程院学生黄某的口吻叙述的文章。黄某在文中自述，今年5月他潜入女生宿舍楼，持自己的宿舍钥匙开门进入大楼其中一间房，猥亵了正在熟睡的一名大二女学生。黄某在事后立即逃跑，但将道歉字条交给同幢大楼的另一名学生，拜托她交给受害者，受害者报警求助，警方根据信中附上的QQ号码找到黄某。学校辅导员要求他坦白自己的行为，并休学回家治疗抑郁症。但是三个月后，黄某接到学校建议其自行退学的通知。不能接受结果的黄男发帖“喊冤”，曾多次尝试自杀作结，但没有成功。消息公布后，校方表示正研究处理对策，若黄某在网帖中供述的事实属实，会严肃处理。最终，黄某家长到学校办理了退学。而受害女生已返校上课，情绪正常，并一直参加学校的各项活动。